# Leichtathletik-Länderkämpfe mit deutscher Beteiligung 1930
| Leichtathletik-Länderkämpfe mit deutscher Beteiligung 1930 | Leichtathletik-Länderkämpfe mit deutscher Beteiligung 1930 | Leichtathletik-Länderkämpfe mit deutscher Beteiligung 1930 | Leichtathletik-Länderkämpfe mit deutscher Beteiligung 1930 |
| ---------------------------------------------------------- | ---------------------------------------------------------- | ---------------------------------------------------------- | ---------------------------------------------------------- |
|                                                            |                                                            |                                                            |                                                            |
| 1. Länderkampf 1930, Frauen: ENG – GER                     |                                                            |                                                            |                                                            |
| Birmingham 26. Juli 1930                                   | Birmingham 26. Juli 1930                                   | 1. ENG 2. GER                                              | 51 P 49 P                                                  |
| 2. Länderkampf 1930, Männer: GER – FRA                     |                                                            |                                                            |                                                            |
| Hannover 31. August 1930                                   | Hannover 31. August 1930                                   | 1. GER 2. FRA                                              | 84 P 67 P                                                  |
| 3. Länderkampf 1930, Männer: GER – SUI                     |                                                            |                                                            |                                                            |
| Freiburg im Breisgau 31. August 1930                       | Freiburg im Breisgau 31. August 1930                       | 1. GER 2. SUI                                              | 88,5 P 48,5 P                                              |
| Chronik                                                    |                                                            |                                                            |                                                            |
| ← Länderkämpfe 1929                                        | ← Länderkämpfe 1929                                        | Länderkämpfe 1931 →                                        | Länderkämpfe 1931 →                                        |

1930 wurden drei Leichtathletik-Länderkämpfe mit deutscher Beteiligung ausgetragen. Auch die Frauen führten wieder einen Vergleich durch, den einzigen, der auswärts stattfand. Die Männer traten in ihren beiden Begegnungen wieder gegen Frankreich bzw. die Schweiz an. Diese beiden Aufeinandertreffen fanden schon wie in den beiden Vorjahren zum selben Termin an verschiedenen Orten statt und wiederum wurden zwei verschiedene Männerteams zusammengestellt, die sich ihren Gegnern erfolgreich stellten.

## Bilanz und Wertungsmodus
Die Bilanz der Länderkämpfe im Jahr 1930 endete mit zwei Siegen und einer Niederlage. Damit hatte das Team am Ende der Saison achtzehn seiner bislang zwanzig Länderkämpfe gewonnen und es hatte zwei Niederlagen gegeben.
Die Regeln zur Punktevergabe blieben in den verschiedenen Begegnungen weiterhin unterschiedlich, ein durchgängig festes Wertungssystem hatte sich noch nicht etabliert.

## Länderkampf der Frauen gegen England
In ihrem dritten Länderkampf, dem achtzehnten deutschen Vergleich insgesamt, traten die deutschen Frauen zum zweiten Mal gegen England an. Dieser einzige Vergleich, der in diesem Jahr auswärts stattfand, wurde am 26. Juli in der englischen Stadt Birmingham ausgetragen. Deutschlands Athletinnen mussten sich mit 49 zu 51 Punkten hauchdünn geschlagen geben. Es war die zweite Niederlage eines deutschen Frauenteams in der Leichtathletik und gleichzeitig auch die zweite deutsche Niederlage insgesamt.
Wie in Länderkämpfen mit zwei Nationen üblich war jedes Land in den einzelnen Disziplinen mit zwei Teilnehmerinnen vertreten. In der einzigen Staffel trat aus jedem Land ein Team an. In den Einzelwettbewerben erhielt wie im Vergleich des Vorjahres mit diesen Nationen jede Siegerin vier Punkte, die Zweitplatzierte drei und die Drittplatzierte zwei Punkte. Die Athletin auf dem vierten Rang kam mit einem Punkt in die Wertung. In der Staffel brachte Platz eins sieben und Platz zwei drei Punkte.

## Länderkampf der Männer gegen Frankreich
Der 31. August war wieder ein Termin, an dem die deutschen Leichtathleten zwei Länderkämpfe absolvierten. In der deutschen Stadt Hannover, die zum ersten Mal Austragungsort eines Länderkampfs war, ging es gegen Frankreich. In der nun fünften Begegnung der beiden Länder und dem insgesamt neunzehnten Länderkampf einer deutschen Mannschaft setzte sich Deutschland mit 84 zu 67 Punkten durch.
Die Regeln waren dieselben wie beim letzten Aufeinandertreffen. Jede Mannschaft trat in den Einzelwettbewerben mit je zwei Teilnehmern an. Die Sieger erhielten jeweils fünf Punkte, die Zweitplatzierten jeweils drei und die Drittplatzierten je zwei Punkte. Die Athleten auf dem jeweils vierten Rang kamen noch mit je einem Punkt in die Wertung. In den beiden Staffeln brachte Platz eins drei Punkte und Platz zwei einen Punkt.

## Länderkampf der Männer gegen die Schweiz
Der seit 1921 alljährliche Länderkampf mit der Schweiz war das zehnte Aufeinandertreffen der beiden Länder. In diesem Jahr fand die Begegnung am 31. August in der deutschen Stadt Freiburg im Breisgau statt, die wie Hannover im parallel stattfindenden Vergleich gegen Frankreich zum ersten Mal Gastgeber eines deutschen Länderkampfs war. Deutschland trat hier wie 1929 mit einer zweiten Besetzung an. Deutschlands Sieg fiel mit 88,5 Punkten gegenüber 48,5 Punkten des Schweizer Teams noch höher aus als im letzten Jahr.
Die Regeln waren dieselben wie bei den letzten Aufeinandertreffen und wichen damit wie im Vorjahr ab vom Wertungssystem des parallel stattfindenden Länderkampfs mit Frankreich. Jede Mannschaft trat in den Einzelwettbewerben mit je zwei Teilnehmern an. Doch hier erhielten die Sieger jeweils vier statt fünf Punkte, die Zweitplatzierten jeweils drei und die Drittplatzierten je zwei Punkte. Die Athleten auf dem jeweils vierten Rang kamen noch mit je einem Punkt in die Wertung. In den beiden Staffeln brachte Platz eins drei Punkte und Platz zwei einen Punkt.